# Christian Norlyk
Christian Norlyk ist ein dänischer Filmproduzent.

## Karriere
Norlyk produzierte 2018 das Musikvideo Reign für den kanadischen DJ Overwerk. Schließlich veröffentlichte er 2022 mit Regisseur Lasse Lyskjær Noer den Kurzfilm Ridder Lykke über einen trauernden Mann. Der Film wurde 2024 für einen Oscar in der Kategorie Bester Kurzfilm nominiert.

## Filmografie
- 2018: Overwerk: Reign (Musikvideo)
- 2022: Ridder Lykke (Kurzfilm)